# Наньтоу (уезд)
Уезд Наньто́у (кит. трад. 南投縣, пиньинь Nántóu xiàn) — один из уездов провинции Тайвань Китайской Республики. Единственный уезд провинции Тайвань, не имеющий выхода к морю.

## Этимология
Название уезда является китайской транскрипцией слова из языка народности хоанья (ныне исчезнувшего).

## География
Наньтоу является единственным уездом Тайваня, не имеющим выхода к морю. На территории уезда расположена высочайшая вершина Тайваня — гора Юйшань.

## Население
В 2012 году на территории уезда проживало 522 тысячи человек. Помимо китайцев, уезд населяют такие племена тайваньских аборигенов, как атаял, сеедик, бунун, цзоу; на берегах озера Жиюэтань проживает народность тхао.

## История
В государстве семьи Чжэн эти земли входили в состав уезда Тяньсин (天興縣). После завоевания Тайваня войсками империи Цин эти земли вошли в состав уезда Чжуло (諸羅) провинции Фуцзянь. В 1723 году из уезда Чжуло был выделен уезд Чжанхуа, и эти земли перешли в его состав. В 1759 году была создана специальная должность помощника начальника уезда, отвечавшего за администрирование этих мест.
В 1887 году Тайвань был выделен из провинции Фуцзянь в отдельную провинцию; часть уезда Чжанхуа, в которую входили эти места была выделена в отдельный уезд Тайвань (臺灣縣), а южнее уезда Чжанхуа был образован уезд Юньлинь, в который тогда тоже входила часть земель современного уезда Наньтоу.
В 1895 году Тайвань был передан Японии, и японцы установили свою систему административно-территориального деления, которая по мере развития острова несколько раз менялась. Изначально эти земли были включены в состав префектуры Тайтю (臺中縣). В 1901 году префектуры-кэн (縣) были упразднены, и остров был разбит на 20 уездов-тё (廳); здесь был создан отдельный уезд Нанто (南投廳). В 1920 году на Тайвань была распространена структура административного деления собственно японских островов, и были введены префектуры-сю (州) и уезды-гун (郡); в этих местах были созданы уезды Нанто (南投郡), Нийтака (新高郡), Ноко (能高郡) и Такэяма (竹山郡) префектуры Тайтю (臺中州).
После капитуляции Японии в 1945 году и возвращения Тайваня под юрисдикцию Китая префектура Тайтю стала уездом Тайчжун, а бывшие японские уезды были преобразованы в районы. В 1950 году произошла реформа административно-территориального деления, в ходе которой из уезда Тайчжун был выделен уезд Наньтоу. В 1956 году в находящуюся на территории уезда деревню Чжунсинсиньцунь переехало правительство провинции Тайвань, и до упразднения органов власти провинции в 2018 году Чжунсинсиньцунь был формальным административным центром провинции.

## Административное деление

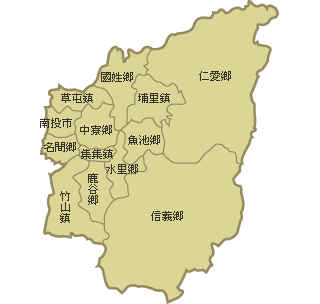

В состав уезда Наньтоу входят один город уездного подчинения, 4 городских волости и 8 сельских волостей.
- Города уездного подчинения
  - Наньтоу
- Наньтоу
  - Цаотунь[англ.] (草屯鎮)
  - Цзицзи[англ.] (集集鎮)
  - Пули[англ.] (埔里鎮)
  - Чжушань[англ.] (竹山鎮)
- Сельские волости
  - Госин[англ.] (國姓鄉)
  - Жэньай[англ.] (仁愛鄉, горная волость, где проживают седик[англ.], бунун и атаял)
  - Лугу (鹿谷鄉)
  - Минцзянь[англ.] (名間鄉)
  - Синьи[англ.] (信義鄉, горная волость, где проживают бунун)
  - Чжунляо[англ.] (中寮鄉)
  - Шуйли[англ.] (水里鄉)
  - Юйчи[англ.] (魚池鄉)